# The Animals!
The Animals! (parfois appelé de son nom complet The San Diego Zoo Presents: The Animals!) est un jeu vidéo éducatif sorti en 1994 sur Mega-CD. Le jeu a été développé par Arnowitz Studios et édité par The Software Toolworks.